# Llista de topònims de Cardona
Llista de topònims (noms propis de lloc) del municipi de Cardona, al Bages
Informació actualitzada per un bot. Els canvis manuals es perdran quan s'actualitzi!

## casa
| imatge | Nom           | Ubicat a | instància de | Detalls                                  | coordenades                                                                                         | Protecció                                  | Commons (més fotos) | Dades a WD                    |
| ------ | ------------- | -------- | ------------ | ---------------------------------------- | --------------------------------------------------------------------------------------------------- | ------------------------------------------ | ------------------- | ----------------------------- |
|        | Casa Aguilar  | Cardona  | casa         | Estil: arquitectura gòtica 14th century  | 41° 54′ 56″ N, 1° 40′ 57″ E / 41.915543°N,1.682393°E ca:C. Graells, 2 470 msnm                      | bé integrant del patrimoni cultural català | Casa Aguilar        | Modifica les dades a Wikidata |
|        | Casa Martines | Cardona  | casa         | Estil: arquitectura popular 12nd century | 41° 54′ 51″ N, 1° 40′ 57″ E / 41.914142°N,1.682557°E ca:c. Escasany - Pl. de Santa Eulàlia 495 msnm |                                            |                     | Modifica les dades a Wikidata |
|        | Casa Rovira   | Cardona  | casa         | 12nd century                             | 41° 54′ 50″ N, 1° 40′ 53″ E / 41.913977°N,1.681413°E ca:Pl. del Mercat 506 msnm                     |                                            |                     | Modifica les dades a Wikidata |
|        | Casa Sala     | Cardona  | casa         | Estil: arquitectura popular 12nd century | 41° 54′ 50″ N, 1° 40′ 52″ E / 41.913959°N,1.68118°E ca:Pl. del Mercat 506 msnm                      |                                            |                     | Modifica les dades a Wikidata |
|        | Casa Thomasa  | Cardona  | casa         | 14th century                             | 41° 54′ 48″ N, 1° 40′ 50″ E / 41.913215°N,1.680428°E ca:Pl. de la Fira 499 msnm                     |                                            |                     | Modifica les dades a Wikidata |

## centre històric
| imatge | Nom                        | Ubicat a | instància de    | Detalls                     | coordenades                                                   | Protecció                                            | Commons (més fotos)        | Dades a WD                    |
| ------ | -------------------------- | -------- | --------------- | --------------------------- | ------------------------------------------------------------- | ---------------------------------------------------- | -------------------------- | ----------------------------- |
|        | nucli antic de Cardona     | Cardona  | centre històric | Estil: arquitectura gòtica  | 41° 54′ 49″ N, 1° 40′ 48″ E / 41.91371°N,1.68001°E 513 msnm   | bé d'interès cultural bé cultural d'interès nacional | Nucli antic de Cardona     | Modifica les dades a Wikidata |
|        | nucli antic de la Coromina | Cardona  | centre històric | Estil: arquitectura popular | 41° 54′ 35″ N, 1° 41′ 37″ E / 41.909831°N,1.693621°E 393 msnm | bé cultural d'interès local                          | Nucli antic de la Coromina | Modifica les dades a Wikidata |

## creu de terme
| imatge | Nom                           | Ubicat a   | instància de  | Detalls                                  | coordenades                                                                                         | Protecció                                  | Commons (més fotos)           | Dades a WD                    |
| ------ | ----------------------------- | ---------- | ------------- | ---------------------------------------- | --------------------------------------------------------------------------------------------------- | ------------------------------------------ | ----------------------------- | ----------------------------- |
|        | creu de Bergús                | Cardona    | creu de terme |                                          | 41° 53′ 33″ N, 1° 36′ 40″ E / 41.89261726356037°N,1.6110758289403766°E                              |                                            | Creu de Bergús                | Modifica les dades a Wikidata |
|        | creu de les Llaceres          | Tresserres | creu de terme |                                          | 41° 52′ 12″ N, 1° 37′ 26″ E / 41.870075°N,1.623814°E 618 msnm                                       |                                            |                               | Modifica les dades a Wikidata |
|        | creu de terme de Cal Dejú     | Cardona    | creu de terme | Estil: arquitectura popular 19th century | 41° 55′ 57″ N, 1° 41′ 55″ E / 41.932528°N,1.698665°E ca:masia de Cal Dejú 493 msnm                  | bé integrant del patrimoni cultural català | Creu de terme de Cal Dejú     | Modifica les dades a Wikidata |
|        | creu de terme de Cal Sala     | Segalers   | creu de terme | Estil: arquitectura popular 19th century | 41° 56′ 17″ N, 1° 40′ 15″ E / 41.938131°N,1.670804°E ca:Masia de Cal Sala 444 msnm                  | bé integrant del patrimoni cultural català | Creu de terme de Cal Sala     | Modifica les dades a Wikidata |
|        | creu de terme de Palà de Coma | Coma       | creu de terme | Estil: arquitectura popular 19th century | 41° 53′ 57″ N, 1° 37′ 16″ E / 41.899054°N,1.621179°E ca:Vora el camí de Coma 565 msnm               | bé integrant del patrimoni cultural català | Creu de terme de Palà de Coma | Modifica les dades a Wikidata |
|        | creu de terme de Vilonès      | Bergús     | creu de terme | Estil: arquitectura popular 19th century | 41° 53′ 05″ N, 1° 37′ 09″ E / 41.884744°N,1.619062°E ca:Cruïlla camins Llordella i Vilonès 685 msnm | bé integrant del patrimoni cultural català | Creu de terme de Vilonès      | Modifica les dades a Wikidata |
|        | creu de terme de la Llordella | Tresserres | creu de terme | Estil: arquitectura popular              | 41° 53′ 17″ N, 1° 37′ 19″ E / 41.888045°N,1.622028°E ca:Cruïlla camins Llordella i Vilonès 680 msnm | bé integrant del patrimoni cultural català | Creu de terme de la Llordella | Modifica les dades a Wikidata |

## curs d'aigua
| imatge | Nom                             | Ubicat a                                                         | instància de | Detalls                                                                 | coordenades | Protecció | Commons (més fotos) | Dades a WD                    |
| ------ | ------------------------------- | ---------------------------------------------------------------- | ------------ | ----------------------------------------------------------------------- | --- | --------- | ------------------- | ----------------------------- |
|        | Aigua d'Ora                     | Solsonès Berguedà Bages                                          | curs d'aigua | Desemboca: Cardener Llarg: 40.1km Conca: 187km²                         | 42° 11′ 12″ N, 1° 43′ 51″ E / 42.18677888888889°N,1.730793888888889°E 41° 55′ 39″ N, 1° 39′ 52″ E / 41.927391944444445°N,1.6645138888888888°E   |           | Aigua d'Ora River   | Modifica les dades a Wikidata |
|        | Cardener                        | Solsonès Bages                                                   | curs d'aigua | Desemboca: Llobregat Llarg: 87km Conca: 1374km²                         | 42° 10′ 54″ N, 1° 34′ 44″ E / 42.181581°N,1.578805°E 41° 40′ 47″ N, 1° 51′ 10″ E / 41.679718°N,1.852642°E                                       |           | Cardener River      | Modifica les dades a Wikidata |
|        | Rasa de Davins                  | Cardona                                                          | curs d'aigua | Desemboca: torrent de Davins Llarg: 6.749m Superfície: 2343.2km²        | 41° 52′ 04″ N, 1° 40′ 31″ E / 41.8678°N,1.67514°E                                                                                               |           |                     | Modifica les dades a Wikidata |
|        | rasa de Cal Pastor              | Cardona Pinós                                                    | curs d'aigua | Desemboca: riera de Matamargó Llarg: 3.74km Conca: 3.56km²              | 41° 52′ 19″ N, 1° 36′ 44″ E / 41.87201305555555°N,1.6123269444444444°E 41° 51′ 33″ N, 1° 36′ 58″ E / 41.85921111111111°N,1.615981111111111°E    |           |                     | Modifica les dades a Wikidata |
|        | rasa de Cal Soldat              | Clariana de Cardener Cardona                                     | curs d'aigua | Desemboca: torrent de Sant Grau Llarg: 0.97km Conca: 39.2ha             | 41° 56′ 30″ N, 1° 38′ 29″ E / 41.94172805555556°N,1.641325°E 41° 56′ 41″ N, 1° 39′ 01″ E / 41.944795°N,1.6501511111111111°E                     |           |                     | Modifica les dades a Wikidata |
|        | rasa de Sant Genís              | Sant Mateu de Bages Cardona                                      | curs d'aigua | Desemboca: riera de Salo Llarg: 3km Conca: 281.1ha                      | 41° 52′ 04″ N, 1° 37′ 36″ E / 41.86764888888889°N,1.6266969444444443°E 41° 50′ 58″ N, 1° 38′ 42″ E / 41.84932111111111°N,1.6449719444444444°E   |           |                     | Modifica les dades a Wikidata |
|        | rasa de la Creu de les Llaceres | Cardona                                                          | curs d'aigua | Desemboca: Rasa de Davins Llarg: 6.74km Conca: 13.6km²                  | 41° 52′ 41″ N, 1° 37′ 12″ E / 41.878°N,1.619995°E 41° 52′ 16″ N, 1° 40′ 24″ E / 41.87110194444445°N,1.6732238888888888°E                        |           |                     | Modifica les dades a Wikidata |
|        | rasa de la Font de la Rabassola | Cardona Pinós                                                    | curs d'aigua | Desemboca: riera de Matamargó Llarg: 3.62km Conca: 107.4ha              | 41° 53′ 24″ N, 1° 35′ 50″ E / 41.88997805555555°N,1.597275°E 41° 51′ 46″ N, 1° 36′ 34″ E / 41.862755°N,1.6094430555555554°E                     |           |                     | Modifica les dades a Wikidata |
|        | rasa del Catrà                  | Montmajor Cardona                                                | curs d'aigua | Desemboca: riera de Navel Llarg: 3.82km Conca: 4.13km²                  | 41° 57′ 47″ N, 1° 42′ 59″ E / 41.96300611111111°N,1.716445°E 41° 55′ 56″ N, 1° 43′ 10″ E / 41.93219194444445°N,1.719438888888889°E              |           |                     | Modifica les dades a Wikidata |
|        | rasa del Migsenyor              | Cardona                                                          | curs d'aigua | Desemboca: rasa de la Creu de les Llaceres Llarg: 2.65km Conca: 132.6ha | 41° 53′ 38″ N, 1° 38′ 08″ E / 41.89394694444445°N,1.635551111111111°E 41° 52′ 47″ N, 1° 39′ 17″ E / 41.87980694444445°N,1.6545869444444443°E    |           |                     | Modifica les dades a Wikidata |
|        | rasa del Rovelló                | Cardona Clariana de Cardener                                     | curs d'aigua | Desemboca: rasa del Rèvol Llarg: 1.98km Conca: 90ha                     | 41° 53′ 58″ N, 1° 36′ 46″ E / 41.899435°N,1.6126711111111112°E 41° 54′ 54″ N, 1° 37′ 19″ E / 41.91498611111111°N,1.6220769444444445°E           |           |                     | Modifica les dades a Wikidata |
|        | rasa del Rèvol                  | Cardona Clariana de Cardener                                     | curs d'aigua | Desemboca: Cardener Llarg: 6.2km Conca: 6.19km²                         | 41° 53′ 37″ N, 1° 35′ 48″ E / 41.893746944444445°N,1.5966469444444444°E 41° 55′ 49″ N, 1° 38′ 27″ E / 41.930295°N,1.6407919444444443°E          |           |                     | Modifica les dades a Wikidata |
|        | riera de Navel                  | Capolat l'Espunyola Montclar Montmajor Viver i Serrateix Cardona | curs d'aigua | Desemboca: Cardener Llarg: 28.6km Conca: 109.15km²                      | 41° 54′ 37″ N, 1° 42′ 46″ E / 41.91041194444445°N,1.7127788888888889°E 42° 05′ 16″ N, 1° 45′ 10″ E / 42.08785805555556°N,1.752678888888889°E    |           | Riera de Navel      | Modifica les dades a Wikidata |
|        | riera de Valldeperes            | Viver i Serrateix Navàs Cardona                                  | curs d'aigua | Desemboca: Cardener Llarg: 6.89km Conca: 9.47km²                        | 41° 56′ 11″ N, 1° 45′ 14″ E / 41.936346944444445°N,1.7539180555555556°E 41° 53′ 54″ N, 1° 43′ 03″ E / 41.898451111111115°N,1.7173980555555557°E |           |                     | Modifica les dades a Wikidata |
|        | torrent de Cal Manel Barraca    | Cardona                                                          | curs d'aigua | Desemboca: rasa de la Creu de les Llaceres Llarg: 3.89km Conca: 3.22km² | 41° 54′ 02″ N, 1° 39′ 36″ E / 41.90059611111111°N,1.6600119444444443°E 41° 52′ 31″ N, 1° 40′ 17″ E / 41.87535611111111°N,1.6713130555555558°E   |           |                     | Modifica les dades a Wikidata |
|        | torrent de Coma                 | Cardona                                                          | curs d'aigua | Desemboca: Cardener Llarg: 6.85km Conca: 7.97km²                        | 41° 53′ 43″ N, 1° 36′ 17″ E / 41.895161944444446°N,1.6047080555555555°E 41° 55′ 14″ N, 1° 40′ 19″ E / 41.92053305555555°N,1.6719111111111111°E  |           |                     | Modifica les dades a Wikidata |
|        | torrent de Comabella            | Cardona Navàs                                                    | curs d'aigua | Desemboca: Rasa de Davins Llarg: 1.87km Conca: 96.9ha                   | 41° 52′ 47″ N, 1° 40′ 59″ E / 41.87974388888889°N,1.6829999999999998°E 41° 51′ 58″ N, 1° 40′ 56″ E / 41.86600111111111°N,1.6823180555555557°E   |           |                     | Modifica les dades a Wikidata |
|        | torrent de Guals                | Cardona                                                          | curs d'aigua | Desemboca: rasa de la Creu de les Llaceres Llarg: 1.96km Conca: 147.1ha | 41° 53′ 32″ N, 1° 37′ 59″ E / 41.89227305555555°N,1.6329888888888888°E 41° 52′ 41″ N, 1° 38′ 44″ E / 41.87810611111111°N,1.6455119444444444°E   |           |                     | Modifica les dades a Wikidata |
|        | torrent de Lurdes               | Cardona                                                          | curs d'aigua | Desemboca: rasa de la Creu de les Llaceres Llarg: 2.43km Conca: 223.4ha | 41° 53′ 57″ N, 1° 39′ 24″ E / 41.89923388888889°N,1.6565661111111112°E 41° 52′ 48″ N, 1° 39′ 30″ E / 41.880051944444446°N,1.6582030555555556°E  |           |                     | Modifica les dades a Wikidata |
|        | torrent de Malamata             | Montmajor Cardona                                                | curs d'aigua | Desemboca: Cardener Llarg: 4.62km Conca: 3.76km²                        | 41° 56′ 59″ N, 1° 42′ 01″ E / 41.949795°N,1.7002111111111111°E 41° 55′ 20″ N, 1° 40′ 19″ E / 41.92219694444445°N,1.6720388888888889°E           |           |                     | Modifica les dades a Wikidata |
|        | torrent de Sant Cristòfol       | Cardona                                                          | curs d'aigua | Desemboca: torrent de Tresserres Llarg: 2.27km Conca: 113.8ha           | 41° 54′ 07″ N, 1° 41′ 13″ E / 41.90197111111111°N,1.6870311111111111°E 41° 53′ 29″ N, 1° 42′ 13″ E / 41.89133305555555°N,1.7035761111111112°E   |           |                     | Modifica les dades a Wikidata |
|        | torrent de Sant Grau            | Navès Clariana de Cardener Montmajor Cardona                     | curs d'aigua | Desemboca: Cardener Llarg: 5.5km Conca: 7.87km²                         | 41° 58′ 02″ N, 1° 37′ 24″ E / 41.96714694444445°N,1.6232219444444445°E 41° 56′ 11″ N, 1° 39′ 15″ E / 41.936281111111114°N,1.6542838888888889°E  |           |                     | Modifica les dades a Wikidata |
|        | torrent de Tresserres           | Cardona Navàs Pinós                                              | curs d'aigua | Desemboca: Cardener Llarg: 4.87km Conca: 5.22km²                        | 41° 54′ 00″ N, 1° 41′ 01″ E / 41.90012611111111°N,1.683608888888889°E 41° 53′ 21″ N, 1° 42′ 44″ E / 41.88922805555555°N,1.7122011111111113°E    |           |                     | Modifica les dades a Wikidata |
|        | torrent de la Llordella         | Cardona                                                          | curs d'aigua | Desemboca: rasa de la Creu de les Llaceres Llarg: 1.7km Conca: 126.7ha  | 41° 53′ 04″ N, 1° 37′ 14″ E / 41.88434°N,1.6204188888888889°E 41° 52′ 26″ N, 1° 37′ 56″ E / 41.87378388888889°N,1.6322988888888887°E            |           |                     | Modifica les dades a Wikidata |
|        | torrent del Cadenes             | Cardona                                                          | curs d'aigua | Desemboca: Cardener Llarg: 2.59km Conca: 182ha                          | 41° 54′ 13″ N, 1° 39′ 02″ E / 41.90353694444445°N,1.6504261111111111°E 41° 55′ 10″ N, 1° 40′ 20″ E / 41.919491111111114°N,1.672338888888889°E   |           |                     | Modifica les dades a Wikidata |

## dolmen
| imatge | Nom                                   | Ubicat a | instància de | Detalls | coordenades                                                   | Protecció | Commons (més fotos) | Dades a WD                    |
| ------ | ------------------------------------- | -------- | ------------ | ------- | ------------------------------------------------------------- | --------- | ------------------- | ----------------------------- |
|        | dolmen de la Barraca dels Moixonaires | Bergús   | dolmen       |         | 41° 53′ 32″ N, 1° 37′ 37″ E / 41.892287°N,1.626929°E 693 msnm |           |                     | Modifica les dades a Wikidata |
|        | dolmen de la Vinya del Joncar         | Segalers | dolmen       |         | 41° 56′ 36″ N, 1° 40′ 35″ E / 41.943238°N,1.67652°E 465 msnm  |           |                     | Modifica les dades a Wikidata |

## edifici
| imatge | Nom                               | Ubicat a | instància de | Detalls                                  | coordenades                                                                               | Protecció                                  | Commons (més fotos)               | Dades a WD                    |
| ------ | --------------------------------- | -------- | ------------ | ---------------------------------------- | ----------------------------------------------------------------------------------------- | ------------------------------------------ | --------------------------------- | ----------------------------- |
|        | Baluard de Sant Llorenç (Cardona) | Cardona  | edifici      | 18th century                             | 41° 54′ 49″ N, 1° 41′ 04″ E / 41.913696°N,1.684345°E 520 msnm                             |                                            | Baluard de Sant Llorenç (Cardona) | Modifica les dades a Wikidata |
|        | Carnisseria del Crestó            | Cardona  | edifici      | Estil: arquitectura popular 13rd century | 41° 54′ 51″ N, 1° 40′ 58″ E / 41.914089°N,1.682831°E ca:Pl. de Santa Eulàlia 495 msnm     |                                            |                                   | Modifica les dades a Wikidata |
|        | Forn Jussà                        | Cardona  | edifici      | Estil: arquitectura gòtica 13rd century  | 41° 54′ 51″ N, 1° 40′ 58″ E / 41.914089°N,1.682831°E ca:pl. de Santa Eulàlia 495 msnm     |                                            |                                   | Modifica les dades a Wikidata |
|        | Hospital de Sant Jaume            | Cardona  | edifici      | Estil: arquitectura popular 19th century | 41° 54′ 54″ N, 1° 40′ 52″ E / 41.915018°N,1.681002°E ca:Plaça Compte i Viladomat 522 msnm | bé integrant del patrimoni cultural català | Hospital de Sant Jaume (Cardona)  | Modifica les dades a Wikidata |
|        | Palau dels Gibert                 | Cardona  | edifici      | Estil: arquitectura gòtica 11st century  | 41° 54′ 50″ N, 1° 40′ 47″ E / 41.914°N,1.6797°E ca:C. Major, 35 513 msnm                  | bé integrant del patrimoni cultural català | Palau dels Gibert (Cardona)       | Modifica les dades a Wikidata |
|        | Torre del Botxí                   | Cardona  | edifici      | Estil: arquitectura gòtica 14th century  | 41° 54′ 55″ N, 1° 40′ 54″ E / 41.915278°N,1.681667°E 495 msnm                             |                                            | Torre del Botxí (Cardona)         | Modifica les dades a Wikidata |

## entitat singular de població
| imatge | Nom         | Ubicat a | instància de                                   | Detalls                             | coordenades                                                   | Protecció                   | Commons (més fotos)   | Dades a WD                    |
| ------ | ----------- | -------- | ---------------------------------------------- | ----------------------------------- | ------------------------------------------------------------- | --------------------------- | --------------------- | ----------------------------- |
|        | Cardona     | Cardona  | entitat singular de població capital municipal | 4026 hab                            | 41° 54′ 49″ N, 1° 40′ 43″ E / 41.91371°N,1.67855°E 507 msnm   |                             |                       | Modifica les dades a Wikidata |
|        | la Coromina | Cardona  | entitat singular de població                   | Estil: arquitectura popular 540 hab | 41° 54′ 32″ N, 1° 41′ 44″ E / 41.909018°N,1.695676°E 395 msnm | bé cultural d'interès local | La Coromina (Cardona) | Modifica les dades a Wikidata |

## església
| imatge | Nom                                  | Ubicat a    | instància de                 | Detalls                                                          | coordenades | Protecció                                            | Commons (més fotos)                 | Dades a WD                    |
| ------ | ------------------------------------ | ----------- | ---------------------------- | ---------------------------------------------------------------- | --- | ---------------------------------------------------- | ----------------------------------- | ----------------------------- |
|        | Mare de Déu de Lurdes                | Tresserres  | església                     | Estil: arquitectura popular 1899                                 | 41° 53′ 27″ N, 1° 39′ 32″ E / 41.890851°N,1.658993°E ca:Barri de Tresserres de Cardona 603 msnm                      |                                                      |                                     | Modifica les dades a Wikidata |
|        | Mare de Déu del Remei de Cardona     | Cardona     | església                     | Estil: arquitectura popular 17th century                         | 41° 56′ 05″ N, 1° 41′ 49″ E / 41.9348°N,1.69693°E 494 msnm                                                           | bé integrant del patrimoni cultural català           | Mare de Déu del Remei de Cardona    | Modifica les dades a Wikidata |
|        | Mare de Déu dels Dolors de Llordella | Tresserres  | església capella             |                                                                  | 41° 53′ 01″ N, 1° 37′ 40″ E / 41.883569°N,1.627753°E ca:Masia de Llordella 636 msnm                                  |                                                      |                                     | Modifica les dades a Wikidata |
|        | Sant Martí de Fontelles              | Tresserres  | església capella             |                                                                  | 41° 52′ 55″ N, 1° 40′ 58″ E / 41.8818580976359°N,1.68276364186554°E ca:Prop de la masia Fontanelles del Mas 543 msnm |                                                      |                                     | Modifica les dades a Wikidata |
|        | Sant Salvador de Segalers            | Segalers    | església capella             |                                                                  | 41° 56′ 07″ N, 1° 40′ 08″ E / 41.9351895483456°N,1.6690255156096°E 438 msnm                                          |                                                      |                                     | Modifica les dades a Wikidata |
|        | Sant Vicenç de Cardona               | Cardona     | església                     | Estil: romànic llombard 11st century Anomenat per: Vicenç d'Osca | 41° 54′ 52″ N, 1° 41′ 11″ E / 41.914444°N,1.686389°E ca:Castell de Cardona 568 msnm                                  | bé d'interès cultural bé cultural d'interès nacional | Sant Vicenç de Cardona              | Modifica les dades a Wikidata |
|        | Santa Cecília de Tresserres          | Tresserres  | església capella             |                                                                  | 41° 53′ 34″ N, 1° 40′ 29″ E / 41.892876°N,1.674758°E ca:masia de Santa Cecília 616 msnm                              |                                                      |                                     | Modifica les dades a Wikidata |
|        | capella de Sant Joan del Pont        | Segalers    | església                     | Estil: arquitectura popular 1576                                 | 41° 55′ 15″ N, 1° 40′ 58″ E / 41.9207°N,1.68283°E 414 msnm                                                           |                                                      |                                     | Modifica les dades a Wikidata |
|        | capella de Santa Eulàlia             | Cardona     | església                     | Estil: arquitectura gòtica 1348                                  | 41° 54′ 51″ N, 1° 40′ 57″ E / 41.914167°N,1.6825°E ca:Pl. de Santa Eulàlia 495 msnm                                  |                                                      | Capella de Santa Eulàlia de Cardona | Modifica les dades a Wikidata |
|        | capella de Santovà                   | Cardona     | església                     | Estil: arquitectura popular 16th century                         | 41° 56′ 04″ N, 1° 42′ 07″ E / 41.934418°N,1.701963°E ca:Ctra Cardona-Berga, km 2,5 a la dreta 517 msnm               | bé integrant del patrimoni cultural català           | Capella de Santovà                  | Modifica les dades a Wikidata |
|        | església de Sant Joan de Bergús      | Bergús      | església església parroquial | Estil: arquitectura romànica arquitectura barroca 12nd century   | 41° 53′ 33″ N, 1° 36′ 40″ E / 41.892609°N,1.611213°E 638 msnm                                                        | bé integrant del patrimoni cultural català           | Sant Joan de Bergús                 | Modifica les dades a Wikidata |
|        | església de Sant Miquel de Cardona   | Cardona     | església església parroquial | Estil: arquitectura gòtica 15th century                          | 41° 54′ 49″ N, 1° 40′ 53″ E / 41.913739°N,1.681292°E ca:Pl. de la Fira de Dalt 506 msnm                              | bé integrant del patrimoni cultural català           | Església de Sant Miquel de Cardona  | Modifica les dades a Wikidata |
|        | església de Sant Ramon               | la Coromina | església església parroquial | Estil: arquitectura gòtica 14th century                          | 41° 54′ 32″ N, 1° 41′ 44″ E / 41.909°N,1.69568°E ca:C. Església 395 msnm                                             | bé integrant del patrimoni cultural català           | Sant Ramon Church (La Coromina)     | Modifica les dades a Wikidata |

## granja
| imatge | Nom                    | Ubicat a    | instància de | Detalls | coordenades                                                                  | Protecció | Commons (més fotos) | Dades a WD                    |
| ------ | ---------------------- | ----------- | ------------ | ------- | ---------------------------------------------------------------------------- | --------- | ------------------- | ----------------------------- |
|        | Granges de Mas d'Heura | Segalers    | granja       |         | 41° 56′ 13″ N, 1° 39′ 28″ E / 41.9369400274203°N,1.65769864476719°E 446 msnm |           |                     | Modifica les dades a Wikidata |
|        | Granges de Tresserres  | Tresserres  | granja       |         | 41° 53′ 32″ N, 1° 42′ 23″ E / 41.8923505533705°N,1.7065115722516°E 410 msnm  |           |                     | Modifica les dades a Wikidata |
|        | Granges de la Cort     | la Coromina | granja       |         | 41° 54′ 07″ N, 1° 42′ 43″ E / 41.9020490897919°N,1.71198210196453°E 382 msnm |           |                     | Modifica les dades a Wikidata |
|        | Granges del Català     | Segalers    | granja       |         | 41° 55′ 47″ N, 1° 40′ 46″ E / 41.9296166096413°N,1.67934507134891°E 458 msnm |           |                     | Modifica les dades a Wikidata |
|        | Granges del Guitard    | Tresserres  | granja       |         | 41° 53′ 17″ N, 1° 39′ 47″ E / 41.8879261622893°N,1.66307656502599°E 576 msnm |           |                     | Modifica les dades a Wikidata |
|        | Granja del Courer      | Tresserres  | granja       |         | 41° 53′ 44″ N, 1° 39′ 32″ E / 41.8956604087911°N,1.65900953015019°E 586 msnm |           |                     | Modifica les dades a Wikidata |

## indret
| imatge | Nom            | Ubicat a                     | instància de | Detalls | coordenades                                                                  | Protecció | Commons (més fotos) | Dades a WD                    |
| ------ | -------------- | ---------------------------- | ------------ | ------- | ---------------------------------------------------------------------------- | --------- | ------------------- | ----------------------------- |
|        | Els Castellets | Cardona                      | indret       |         | 41° 54′ 22″ N, 1° 40′ 20″ E / 41.9060729962623°N,1.67227095288318°E 488 msnm |           |                     | Modifica les dades a Wikidata |
|        | Pla del Llamp  | Cardona Clariana de Cardener | indret       |         | 41° 55′ 44″ N, 1° 39′ 12″ E / 41.92895556°N,1.65323056°E 585 msnm            |           |                     | Modifica les dades a Wikidata |

## masia
| imatge | Nom                     | Ubicat a    | instància de | Detalls                                  | coordenades                                                                           | Protecció                                  | Commons (més fotos)  | Dades a WD                    |
| ------ | ----------------------- | ----------- | ------------ | ---------------------------------------- | ------------------------------------------------------------------------------------- | ------------------------------------------ | -------------------- | ----------------------------- |
|        | Ambràs                  | Bergús      | masia        |                                          | 41° 53′ 44″ N, 1° 36′ 41″ E / 41.8955070026492°N,1.61125223114553°E 650 msnm          |                                            |                      | Modifica les dades a Wikidata |
|        | Bolsegura               | Tresserres  | masia        |                                          | 41° 53′ 56″ N, 1° 40′ 05″ E / 41.898804838129°N,1.6679584373796°E 597 msnm            |                                            |                      | Modifica les dades a Wikidata |
|        | Ca l'Agutzil            | Segalers    | masia        |                                          | 41° 55′ 55″ N, 1° 41′ 51″ E / 41.931959°N,1.697556°E 498 msnm                         |                                            |                      | Modifica les dades a Wikidata |
|        | Ca l'Alguer             | Tresserres  | masia        |                                          | 41° 54′ 05″ N, 1° 39′ 55″ E / 41.9015164836473°N,1.66534889345726°E 591 msnm          |                                            |                      | Modifica les dades a Wikidata |
|        | Ca l'Eudalet            | Cardona     | masia        |                                          | 41° 56′ 04″ N, 1° 43′ 02″ E / 41.93448556°N,1.71719972°E 462 msnm                     |                                            |                      | Modifica les dades a Wikidata |
|        | Ca la Llúcia            | Segalers    | masia        |                                          | 41° 55′ 24″ N, 1° 40′ 22″ E / 41.9234714649982°N,1.6728629797966°E 416 msnm           |                                            |                      | Modifica les dades a Wikidata |
|        | Ca la Martina           | la Coromina | masia        |                                          | 41° 54′ 25″ N, 1° 42′ 03″ E / 41.9069766365356°N,1.70087514743258°E 442 msnm          |                                            |                      | Modifica les dades a Wikidata |
|        | Ca la Tomasa            | Cardona     | masia        |                                          | 41° 54′ 47″ N, 1° 39′ 55″ E / 41.913159827908°N,1.6651666072965°E 462 msnm            |                                            |                      | Modifica les dades a Wikidata |
|        | Cal Besora              | Segalers    | masia        |                                          | 41° 55′ 53″ N, 1° 40′ 33″ E / 41.9313856511752°N,1.67576251570637°E 457 msnm          |                                            |                      | Modifica les dades a Wikidata |
|        | Cal Beuda               | Segalers    | masia        |                                          | 41° 56′ 24″ N, 1° 39′ 22″ E / 41.9398772081685°N,1.65624979091075°E 469 msnm          |                                            |                      | Modifica les dades a Wikidata |
|        | Cal Bonany              | Cardona     | masia        |                                          | 41° 56′ 01″ N, 1° 41′ 35″ E / 41.9337°N,1.69298°E 495 msnm                            |                                            |                      | Modifica les dades a Wikidata |
|        | Cal Boïgaire            | Segalers    | masia        |                                          | 41° 55′ 59″ N, 1° 40′ 08″ E / 41.9331630134422°N,1.66901940815269°E 438 msnm          |                                            |                      | Modifica les dades a Wikidata |
|        | Cal Cabra               | Tresserres  | masia        |                                          | 41° 53′ 17″ N, 1° 41′ 27″ E / 41.8880212397816°N,1.69086940176759°E 440 msnm          |                                            |                      | Modifica les dades a Wikidata |
|        | Cal Caelles             | Cardona     | masia        |                                          | 41° 53′ 52″ N, 1° 38′ 56″ E / 41.897675°N,1.64878056°E 583 msnm                       |                                            |                      | Modifica les dades a Wikidata |
|        | Cal Casals              | Cardona     | masia        |                                          | 41° 54′ 56″ N, 1° 40′ 10″ E / 41.9155496617792°N,1.66931313829813°E 462 msnm          |                                            |                      | Modifica les dades a Wikidata |
|        | Cal Català              | Segalers    | masia        |                                          | 41° 55′ 50″ N, 1° 40′ 39″ E / 41.9305233779299°N,1.67752923625365°E 461 msnm          |                                            |                      | Modifica les dades a Wikidata |
|        | Cal Cili                | Cardona     | masia        |                                          | 41° 55′ 04″ N, 1° 39′ 57″ E / 41.917667°N,1.665921°E 455 msnm                         |                                            |                      | Modifica les dades a Wikidata |
|        | Cal Clarí               | la Coromina | masia        |                                          | 41° 54′ 17″ N, 1° 41′ 59″ E / 41.9047568905215°N,1.69971451251811°E 429 msnm          |                                            |                      | Modifica les dades a Wikidata |
|        | Cal Claver              | Segalers    | masia        |                                          | 41° 55′ 14″ N, 1° 40′ 30″ E / 41.9206845227697°N,1.67486230373784°E 416 msnm          |                                            |                      | Modifica les dades a Wikidata |
|        | Cal Coure               | Cardona     | masia        |                                          | 41° 54′ 41″ N, 1° 40′ 37″ E / 41.9113611839164°N,1.67706881549731°E 540 msnm          |                                            |                      | Modifica les dades a Wikidata |
|        | Cal Courer              | Tresserres  | masia        |                                          | 41° 53′ 25″ N, 1° 39′ 34″ E / 41.890204°N,1.659537°E 602 msnm                         |                                            |                      | Modifica les dades a Wikidata |
|        | Cal Dejú                | Segalers    | masia        |                                          | 41° 55′ 58″ N, 1° 41′ 54″ E / 41.9326794638293°N,1.69832726737085°E 493 msnm          |                                            | Cal Dejú             | Modifica les dades a Wikidata |
|        | Cal Fages               | Segalers    | masia        |                                          | 41° 55′ 48″ N, 1° 40′ 23″ E / 41.9299136260354°N,1.67307920810435°E 446 msnm          |                                            |                      | Modifica les dades a Wikidata |
|        | Cal Ferrer              | Coma        | masia        |                                          | 41° 55′ 11″ N, 1° 39′ 47″ E / 41.9198359155575°N,1.66303768492865°E 445 msnm          |                                            |                      | Modifica les dades a Wikidata |
|        | Cal Fontdeví            | la Coromina | masia        |                                          | 41° 54′ 32″ N, 1° 41′ 56″ E / 41.9089351014515°N,1.69884599420625°E 410 msnm          |                                            |                      | Modifica les dades a Wikidata |
|        | Cal Fornell             | Cardona     | masia        |                                          | 41° 57′ 06″ N, 1° 40′ 16″ E / 41.9517499934313°N,1.67114231014884°E 500 msnm          |                                            |                      | Modifica les dades a Wikidata |
|        | Cal Fuster              | Segalers    | masia        |                                          | 41° 55′ 40″ N, 1° 39′ 55″ E / 41.927777°N,1.665141°E 419 msnm                         |                                            |                      | Modifica les dades a Wikidata |
|        | Cal Fuster Rupit        | Cardona     | masia        |                                          | 41° 55′ 54″ N, 1° 39′ 31″ E / 41.9316819578217°N,1.65861702771956°E 440 msnm          |                                            |                      | Modifica les dades a Wikidata |
|        | Cal Ganyada             | Tresserres  | masia        |                                          | 41° 54′ 00″ N, 1° 38′ 45″ E / 41.9001258701564°N,1.64581173590551°E 598 msnm          |                                            |                      | Modifica les dades a Wikidata |
|        | Cal Garriga             | Bergús      | masia        | Estil: arquitectura popular 17th century | 41° 53′ 33″ N, 1° 36′ 40″ E / 41.892404°N,1.611206°E 637 msnm                         | bé integrant del patrimoni cultural català | Cal Garriga (Bergús) | Modifica les dades a Wikidata |
|        | Cal Gatetes             | Tresserres  | masia        |                                          | 41° 54′ 04″ N, 1° 38′ 57″ E / 41.9011928244896°N,1.6492250698441°E 599 msnm           |                                            |                      | Modifica les dades a Wikidata |
|        | Cal General             | Coma        | masia        |                                          | 41° 53′ 24″ N, 1° 40′ 12″ E / 41.8900784825378°N,1.67003484589046°E 435 msnm          |                                            |                      | Modifica les dades a Wikidata |
|        | Cal Gili                | Segalers    | masia        |                                          | 41° 55′ 58″ N, 1° 40′ 57″ E / 41.932661°N,1.682479°E 495 msnm                         |                                            |                      | Modifica les dades a Wikidata |
|        | Cal Gual                | Segalers    | masia        |                                          | 41° 56′ 01″ N, 1° 41′ 48″ E / 41.933574°N,1.696796°E 492 msnm                         |                                            |                      | Modifica les dades a Wikidata |
|        | Cal Guitard             | Coma        | masia        |                                          | 41° 55′ 26″ N, 1° 39′ 55″ E / 41.92397778°N,1.66514722°E 442 msnm                     |                                            |                      | Modifica les dades a Wikidata |
|        | Cal Guitarra            | la Coromina | masia        |                                          | 41° 54′ 18″ N, 1° 42′ 01″ E / 41.9050618177852°N,1.70039554373947°E 435 msnm          |                                            |                      | Modifica les dades a Wikidata |
|        | Cal Joan Xic            | Segalers    | masia        |                                          | 41° 55′ 52″ N, 1° 40′ 17″ E / 41.9310293475955°N,1.67142779793474°E 440 msnm          |                                            |                      | Modifica les dades a Wikidata |
|        | Cal Joanàs              | Tresserres  | masia        |                                          | 41° 54′ 00″ N, 1° 39′ 53″ E / 41.9000877668867°N,1.6648602617261°E 580 msnm           |                                            |                      | Modifica les dades a Wikidata |
|        | Cal Jovellanet          | Coma        | masia        |                                          | 41° 54′ 47″ N, 1° 38′ 22″ E / 41.9130645215073°N,1.63940073116158°E 477 msnm          |                                            |                      | Modifica les dades a Wikidata |
|        | Cal Llampec             | Tresserres  | masia        |                                          | 41° 54′ 15″ N, 1° 39′ 19″ E / 41.9040816398717°N,1.65516819365072°E 590 msnm          |                                            |                      | Modifica les dades a Wikidata |
|        | Cal Llarg               | Segalers    | masia        |                                          | 41° 55′ 19″ N, 1° 40′ 55″ E / 41.922007°N,1.681946°E 590 msnm                         |                                            |                      | Modifica les dades a Wikidata |
|        | Cal Llauner             | Tresserres  | masia        |                                          | 41° 53′ 58″ N, 1° 39′ 18″ E / 41.89952°N,1.654976°E 598 msnm                          |                                            |                      | Modifica les dades a Wikidata |
|        | Cal Majoló              | Segalers    | masia        |                                          | 41° 55′ 33″ N, 1° 40′ 48″ E / 41.925913°N,1.680119°E 440 msnm                         |                                            |                      | Modifica les dades a Wikidata |
|        | Cal Manel Barraca       | Tresserres  | masia        |                                          | 41° 53′ 21″ N, 1° 39′ 48″ E / 41.8891089637797°N,1.66332912861539°E 576 msnm          |                                            |                      | Modifica les dades a Wikidata |
|        | Cal Marni               | Segalers    | masia        |                                          | 41° 55′ 28″ N, 1° 40′ 31″ E / 41.9243548698047°N,1.675268749519°E 421 msnm            |                                            |                      | Modifica les dades a Wikidata |
|        | Cal Marvà               | Bergús      | masia        |                                          | 41° 53′ 35″ N, 1° 36′ 42″ E / 41.8930429170185°N,1.61155875632039°E 635 msnm          |                                            |                      | Modifica les dades a Wikidata |
|        | Cal Mestre              | Segalers    | masia        |                                          | 41° 55′ 38″ N, 1° 40′ 32″ E / 41.9271132684947°N,1.67547700926772°E 450 msnm          |                                            |                      | Modifica les dades a Wikidata |
|        | Cal Migsenyor           | Tresserres  | masia        | Estat: ruïnós                            | 41° 53′ 13″ N, 1° 39′ 34″ E / 41.8869844195546°N,1.65955260404042°E 573 msnm          |                                            |                      | Modifica les dades a Wikidata |
|        | Cal Mitjaner            | Segalers    | masia        |                                          | 41° 55′ 42″ N, 1° 40′ 11″ E / 41.928424154005°N,1.66967273389249°E 434 msnm           |                                            |                      | Modifica les dades a Wikidata |
|        | Cal Mofa                | Segalers    | masia        |                                          | 41° 55′ 14″ N, 1° 40′ 54″ E / 41.920435°N,1.681755°E 434 msnm                         |                                            |                      | Modifica les dades a Wikidata |
|        | Cal Mola                | Segalers    | masia        |                                          | 41° 55′ 24″ N, 1° 40′ 52″ E / 41.9234391944086°N,1.68100410028093°E 435 msnm          |                                            |                      | Modifica les dades a Wikidata |
|        | Cal Monestir            | Segalers    | masia        |                                          | 41° 55′ 50″ N, 1° 41′ 25″ E / 41.930583481377°N,1.6902135760293°E 465 msnm            |                                            |                      | Modifica les dades a Wikidata |
|        | Cal Morissó             | Segalers    | masia        |                                          | 41° 55′ 26″ N, 1° 40′ 58″ E / 41.9238015724141°N,1.68275739539362°E 437 msnm          |                                            |                      | Modifica les dades a Wikidata |
|        | Cal Musella             | Segalers    | masia        |                                          | 41° 55′ 54″ N, 1° 40′ 45″ E / 41.9317415044442°N,1.67928917168126°E 476 msnm          |                                            |                      | Modifica les dades a Wikidata |
|        | Cal Nosa                | Bergús      | masia        |                                          | 41° 53′ 18″ N, 1° 36′ 01″ E / 41.8884282563988°N,1.60015985613581°E 661 msnm          |                                            |                      | Modifica les dades a Wikidata |
|        | Cal Palanguer           | Segalers    | masia        |                                          | 41° 55′ 19″ N, 1° 40′ 51″ E / 41.9219973825651°N,1.68093732213255°E 418 msnm          |                                            |                      | Modifica les dades a Wikidata |
|        | Cal Pallar              | Coma        | masia        |                                          | 41° 55′ 20″ N, 1° 39′ 59″ E / 41.9222066032149°N,1.66630460309339°E 435 msnm          |                                            |                      | Modifica les dades a Wikidata |
|        | Cal Pavet               | Segalers    | masia        |                                          | 41° 55′ 26″ N, 1° 40′ 44″ E / 41.9238657081256°N,1.67893305256907°E 428 msnm          |                                            |                      | Modifica les dades a Wikidata |
|        | Cal Prat                | Tresserres  | masia        |                                          | 41° 53′ 37″ N, 1° 40′ 25″ E / 41.8937403558949°N,1.67359927767185°E 610 msnm          |                                            |                      | Modifica les dades a Wikidata |
|        | Cal Puig de Pinyana     | Cardona     | masia        | Estat: ruïnós                            | 41° 53′ 37″ N, 1° 42′ 15″ E / 41.8937385826683°N,1.7042052903482°E 440 msnm           |                                            |                      | Modifica les dades a Wikidata |
|        | Cal Pujol               | Coma        | masia        |                                          | 41° 55′ 21″ N, 1° 40′ 12″ E / 41.9224128780677°N,1.67011118156633°E 417 msnm          |                                            |                      | Modifica les dades a Wikidata |
|        | Cal Pujolots            | Segalers    | masia        |                                          | 41° 55′ 28″ N, 1° 40′ 34″ E / 41.9245254329533°N,1.67600088870989°E 436 msnm          |                                            |                      | Modifica les dades a Wikidata |
|        | Cal Ramon               | Tresserres  | masia        |                                          | 41° 54′ 05″ N, 1° 40′ 06″ E / 41.901471130203°N,1.66842406349266°E 584 msnm           |                                            |                      | Modifica les dades a Wikidata |
|        | Cal Rampinya            | Bergús      | masia        |                                          | 41° 53′ 23″ N, 1° 36′ 52″ E / 41.8896626460371°N,1.61430785470104°E 639 msnm          |                                            |                      | Modifica les dades a Wikidata |
|        | Cal Ratera              | Tresserres  | masia        |                                          | 41° 52′ 25″ N, 1° 38′ 04″ E / 41.873482°N,1.634556°E 569 msnm                         |                                            |                      | Modifica les dades a Wikidata |
|        | Cal Rebolleda           | Tresserres  | masia        |                                          | 41° 53′ 30″ N, 1° 38′ 17″ E / 41.891758°N,1.638132°E 594 msnm                         |                                            |                      | Modifica les dades a Wikidata |
|        | Cal Roges               | Segalers    | masia        |                                          | 41° 55′ 42″ N, 1° 40′ 43″ E / 41.9283303566127°N,1.67870825859743°E 448 msnm          |                                            |                      | Modifica les dades a Wikidata |
|        | Cal Roure               | Tresserres  | masia        |                                          | 41° 53′ 33″ N, 1° 39′ 38″ E / 41.8923649481532°N,1.66063344806897°E 567 msnm          |                                            |                      | Modifica les dades a Wikidata |
|        | Cal Sala                | Segalers    | masia        |                                          | 41° 56′ 11″ N, 1° 40′ 13″ E / 41.9363571959021°N,1.67030396849555°E 438 msnm          |                                            |                      | Modifica les dades a Wikidata |
|        | Cal Saldenc             | Segalers    | masia        |                                          | 41° 55′ 58″ N, 1° 41′ 14″ E / 41.9327510980492°N,1.6872169926641°E 485 msnm           |                                            |                      | Modifica les dades a Wikidata |
|        | Cal Santmartí           | Cardona     | masia        |                                          | 41° 55′ 13″ N, 1° 41′ 38″ E / 41.9201628041689°N,1.69378210545234°E 418 msnm          |                                            |                      | Modifica les dades a Wikidata |
|        | Cal Sarró               | Segalers    | masia        |                                          | 41° 56′ 06″ N, 1° 40′ 24″ E / 41.9348699231709°N,1.67331420045678°E 470 msnm          |                                            |                      | Modifica les dades a Wikidata |
|        | Cal Sastre              | Segalers    | masia        |                                          | 41° 55′ 49″ N, 1° 41′ 48″ E / 41.93024766708°N,1.69673638918286°E 504 msnm            |                                            |                      | Modifica les dades a Wikidata |
|        | Cal Serraire            | Tresserres  | masia        |                                          | 41° 53′ 36″ N, 1° 39′ 25″ E / 41.8933940958341°N,1.65698361110519°E 610 msnm          |                                            |                      | Modifica les dades a Wikidata |
|        | Cal Serrer              | Segalers    | masia        |                                          | 41° 55′ 37″ N, 1° 41′ 02″ E / 41.9270833075489°N,1.68383563632629°E 453 msnm          |                                            |                      | Modifica les dades a Wikidata |
|        | Cal Seuva               | Cardona     | masia        |                                          | 41° 57′ 26″ N, 1° 39′ 38″ E / 41.9571838104455°N,1.66054380972152°E 536 msnm          |                                            |                      | Modifica les dades a Wikidata |
|        | Cal Sol                 | Tresserres  | masia        |                                          | 41° 53′ 28″ N, 1° 39′ 46″ E / 41.8909766840709°N,1.66284419360655°E 573 msnm          |                                            |                      | Modifica les dades a Wikidata |
|        | Cal Soliva              | Tresserres  | masia        |                                          | 41° 54′ 03″ N, 1° 39′ 55″ E / 41.900836°N,1.665139°E 492 msnm                         |                                            |                      | Modifica les dades a Wikidata |
|        | Cal Terradet            | Segalers    | masia        |                                          | 41° 55′ 12″ N, 1° 40′ 48″ E / 41.920094°N,1.679917°E 410 msnm                         |                                            |                      | Modifica les dades a Wikidata |
|        | Cal Torre               | Segalers    | masia        |                                          | 41° 55′ 11″ N, 1° 40′ 41″ E / 41.9197472153823°N,1.67793268495579°E 408 msnm          |                                            |                      | Modifica les dades a Wikidata |
|        | Cal Tranquil            | Segalers    | masia        |                                          | 41° 55′ 50″ N, 1° 41′ 33″ E / 41.930426°N,1.692597°E 470 msnm                         |                                            |                      | Modifica les dades a Wikidata |
|        | Cal Traus               | Tresserres  | masia        |                                          | 41° 53′ 35″ N, 1° 38′ 04″ E / 41.893005857117°N,1.6343275594102°E 620 msnm            |                                            |                      | Modifica les dades a Wikidata |
|        | Cal Tuta                | Coma        | masia        |                                          | 41° 55′ 08″ N, 1° 39′ 14″ E / 41.9189259091295°N,1.65375914140415°E 468 msnm          |                                            |                      | Modifica les dades a Wikidata |
|        | Cal Ventures            | Cardona     | masia        |                                          | 41° 54′ 19″ N, 1° 39′ 29″ E / 41.9053119375326°N,1.65793947946685°E 587 msnm          |                                            |                      | Modifica les dades a Wikidata |
|        | Cal Villonet            | Bergús      | masia        |                                          | 41° 53′ 27″ N, 1° 36′ 15″ E / 41.890842740605°N,1.6042395320129°E 672 msnm            |                                            |                      | Modifica les dades a Wikidata |
|        | Cal Violí               | la Coromina | masia        |                                          | 41° 54′ 12″ N, 1° 42′ 03″ E / 41.903265556226°N,1.70084188472475°E 430 msnm           |                                            |                      | Modifica les dades a Wikidata |
|        | Cal Xanxo               | Segalers    | masia        |                                          | 41° 56′ 06″ N, 1° 41′ 44″ E / 41.935088321414°N,1.69551605096664°E 492 msnm           |                                            |                      | Modifica les dades a Wikidata |
|        | Cal Xoriguer            | Coma        | masia        |                                          | 41° 55′ 04″ N, 1° 40′ 02″ E / 41.917729°N,1.667123°E 452 msnm                         |                                            |                      | Modifica les dades a Wikidata |
|        | Capdeboc                | Tresserres  | masia        |                                          | 41° 53′ 08″ N, 1° 40′ 28″ E / 41.8855445618171°N,1.67439558524338°E 565 msnm          |                                            |                      | Modifica les dades a Wikidata |
|        | Caseta de Palà          | Coma        | masia        |                                          | 41° 54′ 21″ N, 1° 37′ 56″ E / 41.9059616900633°N,1.63210059058698°E 510 msnm          |                                            |                      | Modifica les dades a Wikidata |
|        | Davins                  | Tresserres  | masia        |                                          | 41° 52′ 30″ N, 1° 40′ 01″ E / 41.875039°N,1.666896°E 530 msnm                         |                                            | Davins (Cardona)     | Modifica les dades a Wikidata |
|        | Flotats                 | Segalers    | masia        |                                          | 41° 55′ 47″ N, 1° 40′ 02″ E / 41.929767°N,1.667264°E 424 msnm                         |                                            |                      | Modifica les dades a Wikidata |
|        | Fontelles del Mas       | Tresserres  | masia        |                                          | 41° 52′ 51″ N, 1° 41′ 04″ E / 41.8809147862883°N,1.68454260004349°E 556 msnm          |                                            |                      | Modifica les dades a Wikidata |
|        | Garrigó                 | Segalers    | masia        |                                          | 41° 56′ 07″ N, 1° 39′ 28″ E / 41.9353822849681°N,1.65773131447627°E 430 msnm          |                                            |                      | Modifica les dades a Wikidata |
|        | Guals                   | Tresserres  | masia        |                                          | 41° 52′ 39″ N, 1° 38′ 43″ E / 41.877464°N,1.645337°E 539 msnm                         |                                            |                      | Modifica les dades a Wikidata |
|        | Gueraldes               | Tresserres  | masia        |                                          | 41° 53′ 26″ N, 1° 39′ 35″ E / 41.8905176506401°N,1.65978006940795°E 601 msnm          |                                            |                      | Modifica les dades a Wikidata |
|        | Hostal de Fontelles     | Bergús      | masia        |                                          | 41° 53′ 17″ N, 1° 36′ 46″ E / 41.8880125137592°N,1.61265607024502°E 647 msnm          |                                            |                      | Modifica les dades a Wikidata |
|        | Llordella               | Tresserres  | masia        | Estil: arquitectura popular 18th century | 41° 53′ 01″ N, 1° 37′ 40″ E / 41.883593°N,1.627844°E 636 msnm                         | bé integrant del patrimoni cultural català |                      | Modifica les dades a Wikidata |
|        | Malniu                  | Segalers    | masia        |                                          | 41° 56′ 00″ N, 1° 39′ 54″ E / 41.9333696305517°N,1.66509502854303°E 452 msnm          |                                            |                      | Modifica les dades a Wikidata |
|        | Mas d'Heura             | Segalers    | masia        |                                          | 41° 56′ 19″ N, 1° 39′ 26″ E / 41.938552°N,1.657306°E 475 msnm                         |                                            |                      | Modifica les dades a Wikidata |
|        | Molí Nou                | Cardona     | masia        |                                          | 41° 56′ 47″ N, 1° 40′ 40″ E / 41.9464782971551°N,1.67791128715548°E 459 msnm          |                                            |                      | Modifica les dades a Wikidata |
|        | Montjuïc                | Bergús      | masia        | Estat: enderrocat o destruït             | 41° 53′ 40″ N, 1° 36′ 23″ E / 41.8943570428945°N,1.60628661941853°E 701 msnm          |                                            |                      | Modifica les dades a Wikidata |
|        | Palà de Coma            | Coma        | masia        |                                          | 41° 54′ 26″ N, 1° 37′ 51″ E / 41.9072968086434°N,1.63076994344941°E 519 msnm          |                                            |                      | Modifica les dades a Wikidata |
|        | Pinell                  | Cardona     | masia        |                                          | 41° 57′ 00″ N, 1° 39′ 30″ E / 41.9501055745049°N,1.65830316838359°E 584 msnm          |                                            |                      | Modifica les dades a Wikidata |
|        | Sandega                 | Segalers    | masia        |                                          | 41° 55′ 21″ N, 1° 40′ 28″ E / 41.9224886956626°N,1.67433051829561°E 416 msnm          |                                            |                      | Modifica les dades a Wikidata |
|        | Sant Cristòfol          | Tresserres  | masia        |                                          | 41° 53′ 28″ N, 1° 41′ 32″ E / 41.890978006792°N,1.6922284963049°E 433 msnm            |                                            |                      | Modifica les dades a Wikidata |
|        | Sant Salvador           | Segalers    | masia        |                                          | 41° 56′ 07″ N, 1° 40′ 09″ E / 41.935368°N,1.669075°E 438 msnm                         |                                            |                      | Modifica les dades a Wikidata |
|        | Torrades                | Tresserres  | masia        |                                          | 41° 54′ 08″ N, 1° 38′ 51″ E / 41.9022809162235°N,1.64755047092757°E 602 msnm          |                                            |                      | Modifica les dades a Wikidata |
|        | Torre Miqueló           | Segalers    | masia        |                                          | 41° 55′ 32″ N, 1° 40′ 29″ E / 41.9254738759087°N,1.67467876258252°E 427 msnm          |                                            |                      | Modifica les dades a Wikidata |
|        | Torre Vidal             | Segalers    | masia        |                                          | 41° 55′ 35″ N, 1° 40′ 39″ E / 41.9263723603643°N,1.67761498170603°E 434 msnm          |                                            |                      | Modifica les dades a Wikidata |
|        | Torre de Llambès        | Tresserres  | masia        |                                          | 41° 54′ 06″ N, 1° 39′ 15″ E / 41.9016381829269°N,1.65417061953297°E 590 msnm          |                                            |                      | Modifica les dades a Wikidata |
|        | Torre de Simats         | Bergús      | masia        |                                          | 41° 53′ 23″ N, 1° 35′ 41″ E / 41.889824738798°N,1.5946189435776°E 711 msnm            |                                            |                      | Modifica les dades a Wikidata |
|        | Torre de la Peresa      | Segalers    | masia        |                                          | 41° 55′ 46″ N, 1° 41′ 34″ E / 41.9294364994598°N,1.69272450618095°E 480 msnm          |                                            |                      | Modifica les dades a Wikidata |
|        | Torre del Bofill        | Segalers    | masia        |                                          | 41° 56′ 04″ N, 1° 40′ 17″ E / 41.9344588873296°N,1.67126011771617°E 445 msnm          |                                            |                      | Modifica les dades a Wikidata |
|        | Torre del Munt          | Coma        | masia        |                                          | 41° 54′ 55″ N, 1° 40′ 23″ E / 41.915396°N,1.673174°E 454 msnm                         |                                            |                      | Modifica les dades a Wikidata |
|        | Torre del Notari        | Coma        | masia        |                                          | 41° 54′ 54″ N, 1° 40′ 09″ E / 41.9148642120302°N,1.66923091255197°E 459 msnm          |                                            |                      | Modifica les dades a Wikidata |
|        | Torre del Viet          | Segalers    | masia        |                                          | 41° 55′ 38″ N, 1° 40′ 57″ E / 41.927316°N,1.682554°E 445 msnm                         |                                            |                      | Modifica les dades a Wikidata |
|        | Torre del Xina          | Tresserres  | masia        |                                          | 41° 53′ 48″ N, 1° 40′ 39″ E / 41.896711°N,1.677606°E 531 msnm                         |                                            |                      | Modifica les dades a Wikidata |
|        | Tresserres              | Tresserres  | masia        |                                          | 41° 53′ 56″ N, 1° 41′ 03″ E / 41.898919°N,1.684176°E 540 msnm                         |                                            |                      | Modifica les dades a Wikidata |
|        | Vila-seca               | Tresserres  | masia        |                                          | 41° 52′ 22″ N, 1° 38′ 58″ E / 41.872791°N,1.649436°E 630 msnm                         |                                            |                      | Modifica les dades a Wikidata |
|        | Vilalta                 | Bergús      | masia        | Estat: enderrocat o destruït             | 41° 52′ 48″ N, 1° 35′ 18″ E / 41.8800416559013°N,1.58826712345851°E 658 msnm          |                                            |                      | Modifica les dades a Wikidata |
|        | Vilanova                | Coma        | masia        |                                          | 41° 55′ 38″ N, 1° 39′ 32″ E / 41.927296°N,1.658852°E 475 msnm                         |                                            |                      | Modifica les dades a Wikidata |
|        | Vilonès                 | Bergús      | masia        | Estat: ruïnós                            | 41° 52′ 47″ N, 1° 37′ 17″ E / 41.879617°N,1.621315°E 680 msnm                         |                                            |                      | Modifica les dades a Wikidata |
|        | el Camp dels Capellans  | Segalers    | masia        |                                          | 41° 56′ 14″ N, 1° 39′ 10″ E / 41.937223704924°N,1.65269881385829°E 446 msnm           |                                            |                      | Modifica les dades a Wikidata |
|        | el Castellot            | Segalers    | masia        |                                          | 41° 55′ 59″ N, 1° 40′ 19″ E / 41.9330182569605°N,1.67207403591723°E 446 msnm          |                                            |                      | Modifica les dades a Wikidata |
|        | el Gallego              | Tresserres  | masia        |                                          | 41° 54′ 14″ N, 1° 39′ 05″ E / 41.9038312796361°N,1.65148424410341°E 595 msnm          |                                            |                      | Modifica les dades a Wikidata |
|        | el Guix                 | Tresserres  | masia        |                                          | 41° 53′ 39″ N, 1° 39′ 03″ E / 41.894088°N,1.650842°E 592 msnm                         |                                            |                      | Modifica les dades a Wikidata |
|        | el Joncar               | Segalers    | masia        | Estat: ruïnós                            | 41° 56′ 35″ N, 1° 40′ 24″ E / 41.943157°N,1.673246°E 470 msnm                         |                                            |                      | Modifica les dades a Wikidata |
|        | el Jovellar             | Coma        | masia        | Estil: arquitectura popular 16th century | 41° 54′ 43″ N, 1° 38′ 06″ E / 41.911882°N,1.634956°E 525 msnm                         | bé integrant del patrimoni cultural català | El Jovellar          | Modifica les dades a Wikidata |
|        | el Llobató              | Coma        | masia        |                                          | 41° 55′ 17″ N, 1° 39′ 04″ E / 41.921373°N,1.651208°E 475 msnm                         |                                            |                      | Modifica les dades a Wikidata |
|        | el Mujal                | Tresserres  | masia        | Estil: arquitectura popular 16th century | 41° 53′ 50″ N, 1° 38′ 29″ E / 41.8971°N,1.64152°E ca:Carretera BV-3001, km 5 590 msnm | bé integrant del patrimoni cultural català | El Mujal (Cardona)   | Modifica les dades a Wikidata |
|        | el Reig                 | la Coromina | masia        |                                          | 41° 54′ 32″ N, 1° 42′ 37″ E / 41.908807°N,1.71028°E 417 msnm                          |                                            |                      | Modifica les dades a Wikidata |
|        | el Torrent de l'Espinar | Cardona     | masia        |                                          | 41° 55′ 21″ N, 1° 42′ 03″ E / 41.9224221878778°N,1.70081508933565°E 423 msnm          |                                            |                      | Modifica les dades a Wikidata |
|        | el Villó                | Bergús      | masia        |                                          | 41° 53′ 28″ N, 1° 36′ 09″ E / 41.8912034411684°N,1.6024738568395°E 683 msnm           |                                            |                      | Modifica les dades a Wikidata |
|        | el Vilà                 | Coma        | masia        | 17th century                             | 41° 54′ 50″ N, 1° 39′ 04″ E / 41.91388889°N,1.65111111°E 474 msnm                     |                                            |                      | Modifica les dades a Wikidata |
|        | els Porxos de l'Oruga   | Coma        | masia        |                                          | 41° 54′ 51″ N, 1° 40′ 17″ E / 41.9141228557952°N,1.67132032054037°E 494 msnm          |                                            |                      | Modifica les dades a Wikidata |
|        | l'Havana                | Coma        | masia        |                                          | 41° 55′ 09″ N, 1° 40′ 13″ E / 41.9192099784648°N,1.67040681950545°E 432 msnm          |                                            |                      | Modifica les dades a Wikidata |
|        | la Caseta               | Coma        | masia        |                                          | 41° 55′ 18″ N, 1° 39′ 42″ E / 41.921728°N,1.661559°E 451 msnm                         |                                            |                      | Modifica les dades a Wikidata |
|        | la Clau                 | Segalers    | masia        |                                          | 41° 55′ 45″ N, 1° 41′ 04″ E / 41.9291899013775°N,1.68454011041491°E 450 msnm          |                                            |                      | Modifica les dades a Wikidata |
|        | la Cort                 | la Coromina | masia        |                                          | 41° 54′ 15″ N, 1° 42′ 28″ E / 41.9042278401501°N,1.70789943665311°E 400 msnm          |                                            |                      | Modifica les dades a Wikidata |
|        | la Creu Vermella        | Segalers    | masia        |                                          | 41° 55′ 35″ N, 1° 40′ 18″ E / 41.926492°N,1.671801°E 436 msnm                         |                                            |                      | Modifica les dades a Wikidata |
|        | la Lloreda              | Tresserres  | masia        |                                          | 41° 52′ 41″ N, 1° 39′ 18″ E / 41.8781°N,1.65497°E 528 msnm                            |                                            |                      | Modifica les dades a Wikidata |
|        | la Llum                 | Segalers    | masia        |                                          | 41° 55′ 45″ N, 1° 39′ 48″ E / 41.9290981231953°N,1.66333877028188°E 425 msnm          |                                            |                      | Modifica les dades a Wikidata |
|        | la Roqueta              | Coma        | masia        |                                          | 41° 54′ 31″ N, 1° 37′ 46″ E / 41.9086496313386°N,1.6294147471696°E 539 msnm           |                                            |                      | Modifica les dades a Wikidata |
|        | la Sala de Llobets      | Segalers    | masia        |                                          | 41° 57′ 16″ N, 1° 39′ 18″ E / 41.9543464647433°N,1.65512538121936°E 559 msnm          |                                            |                      | Modifica les dades a Wikidata |
|        | la Serra                | Bergús      | masia        |                                          | 41° 53′ 01″ N, 1° 34′ 35″ E / 41.8836681329476°N,1.57633978235562°E 732 msnm          |                                            |                      | Modifica les dades a Wikidata |
|        | la Torre Vermella       | Tresserres  | masia        |                                          | 41° 53′ 43″ N, 1° 39′ 22″ E / 41.8952023990831°N,1.65604162617422°E 601 msnm          |                                            |                      | Modifica les dades a Wikidata |
|        | la Trilla               | Segalers    | masia        |                                          | 41° 55′ 30″ N, 1° 40′ 42″ E / 41.9248852694843°N,1.67830900645645°E 447 msnm          |                                            |                      | Modifica les dades a Wikidata |
|        | les Rovires             | Segalers    | masia        |                                          | 41° 55′ 48″ N, 1° 42′ 10″ E / 41.9300379043351°N,1.70286774099277°E 520 msnm          |                                            |                      | Modifica les dades a Wikidata |

## muntanya
| imatge | Nom                     | Ubicat a          | instància de | Detalls | coordenades                                                     | Protecció | Commons (més fotos)   | Dades a WD                    |
| ------ | ----------------------- | ----------------- | ------------ | ------- | --------------------------------------------------------------- | --------- | --------------------- | ----------------------------- |
|        | Sant Quintí             | Cardona           | muntanya     |         | 41° 53′ 25″ N, 1° 37′ 23″ E / 41.89026°N,1.623133°E 713 msnm    |           | Sant Quintí (Cardona) | Modifica les dades a Wikidata |
|        | el Boixader             | Cardona           | muntanya     |         | 41° 53′ 36″ N, 1° 37′ 07″ E / 41.893358°N,1.618655°E 634 msnm   |           |                       | Modifica les dades a Wikidata |
|        | el Remei                | Cardona Montmajor | muntanya     |         | 41° 56′ 15″ N, 1° 41′ 13″ E / 41.9376°N,1.68705°E 675 msnm      |           |                       | Modifica les dades a Wikidata |
|        | la Creu de les Llaceres | Cardona Pinós     | muntanya     |         | 41° 52′ 12″ N, 1° 37′ 26″ E / 41.86998611°N,1.624025°E 618 msnm |           |                       | Modifica les dades a Wikidata |
|        | la Pedrera              | Cardona           | muntanya     |         | 41° 55′ 30″ N, 1° 38′ 58″ E / 41.9251°N,1.64941°E 604 msnm      |           |                       | Modifica les dades a Wikidata |

## nucli de població
| imatge | Nom                     | Ubicat a | instància de      | Detalls                                  | coordenades                                                                  | Protecció                                  | Commons (més fotos)     | Dades a WD                    |
| ------ | ----------------------- | -------- | ----------------- | ---------------------------------------- | ---------------------------------------------------------------------------- | ------------------------------------------ | ----------------------- | ----------------------------- |
|        | Bergús                  | Cardona  | nucli de població |                                          | 41° 53′ 32″ N, 1° 36′ 41″ E / 41.89222222°N,1.61138889°E 635 msnm            |                                            | Bergús                  | Modifica les dades a Wikidata |
|        | Colònia Aramburu        | Cardona  | nucli de població |                                          | 41° 54′ 36″ N, 1° 41′ 35″ E / 41.9099963127883°N,1.69315745933369°E 400 msnm |                                            |                         | Modifica les dades a Wikidata |
|        | Coma                    | Cardona  | nucli de població |                                          | 41° 54′ 52″ N, 1° 39′ 05″ E / 41.9145575377297°N,1.65143931264417°E 474 msnm |                                            | Coma (Cardona)          | Modifica les dades a Wikidata |
|        | Segalers                | Cardona  | nucli de població |                                          | 41° 55′ 14″ N, 1° 41′ 04″ E / 41.920609784473°N,1.6843879524767°E 420 msnm   |                                            | Segalers (Cardona)      | Modifica les dades a Wikidata |
|        | Tresserres              | Cardona  | nucli de població |                                          | 41° 53′ 36″ N, 1° 39′ 09″ E / 41.893219445489°N,1.6524041667397°E 589 msnm   |                                            |                         | Modifica les dades a Wikidata |
|        | els Escorials           | Cardona  | nucli de població |                                          | 41° 54′ 47″ N, 1° 41′ 37″ E / 41.91299167°N,1.69360833°E 430 msnm            |                                            |                         | Modifica les dades a Wikidata |
|        | la Colònia Manuela      | Cardona  | nucli de població |                                          | 41° 54′ 49″ N, 1° 41′ 29″ E / 41.913473°N,1.691351°E 394 msnm                |                                            |                         | Modifica les dades a Wikidata |
|        | la Colònia dels Arquers | Cardona  | nucli de població | Estil: arquitectura popular 20th century | 41° 54′ 31″ N, 1° 40′ 14″ E / 41.9085°N,1.67067°E 565 msnm                   | bé integrant del patrimoni cultural català | La Colònia dels Arquers | Modifica les dades a Wikidata |

## obra escultòrica
| imatge | Nom                              | Ubicat a | instància de     | Detalls                                      | coordenades                                                                    | Protecció | Commons (més fotos)              | Dades a WD                    |
| ------ | -------------------------------- | -------- | ---------------- | -------------------------------------------- | ------------------------------------------------------------------------------ | --------- | -------------------------------- | ----------------------------- |
|        | Escultura eqüestre de Borrell II | Cardona  | obra escultòrica | Creador: Josep Maria Subirachs i Sitjar 1986 | 41° 54′ 48″ N, 1° 40′ 54″ E / 41.91335°N,1.681531°E ca:Pl. de la Fira 497 msnm |           | Escultura eqüestre de Borrell II | Modifica les dades a Wikidata |
|        | Monument als defensors del 1714  | Cardona  | obra escultòrica | Creador: Josep Campeny i Santamaria 1914     | 41° 54′ 49″ N, 1° 40′ 51″ E / 41.913611°N,1.680833°E plaça de la Fira 501 msnm |           | Monument als defensors del 1714  | Modifica les dades a Wikidata |

## passatge
| imatge | Nom                                     | Ubicat a | instància de | Detalls                                                       | coordenades                                                                                                | Protecció                                  | Commons (més fotos)                     | Dades a WD                    |
| ------ | --------------------------------------- | -------- | ------------ | ------------------------------------------------------------- | --- | ------------------------------------------ | --------------------------------------- | ----------------------------- |
|        | Passadís de l'antic Hospital de Cardona | Cardona  | passatge     | Estil: arquitectura romànica arquitectura gòtica 12nd century | 41° 54′ 51″ N, 1° 40′ 57″ E / 41.914084°N,1.682572°E ca:Prop de la capella gòtica de Sta. Eulàlia 495 msnm | bé integrant del patrimoni cultural català | Passadís de l'antic Hospital de Cardona | Modifica les dades a Wikidata |
|        | passatge de n'Eixalà                    | Cardona  | passatge     | 14th century                                                  | 41° 54′ 50″ N, 1° 40′ 51″ E / 41.91401°N,1.680703°E ca:Carrer Major, 12 513 msnm                           |                                            | Passatge de n'Eixalà                    | Modifica les dades a Wikidata |

## plaça
| imatge | Nom                    | Ubicat a | instància de | Detalls                                  | coordenades                                                   | Protecció                                  | Commons (més fotos)              | Dades a WD                    |
| ------ | ---------------------- | -------- | ------------ | ---------------------------------------- | ------------------------------------------------------------- | ------------------------------------------ | -------------------------------- | ----------------------------- |
|        | plaça de Santa Eulàlia | Cardona  | plaça        | 12nd century                             | 41° 54′ 51″ N, 1° 40′ 58″ E / 41.914089°N,1.682831°E 495 msnm |                                            | Plaça de Santa Eulàlia (Cardona) | Modifica les dades a Wikidata |
|        | plaça de la Fira       | Cardona  | plaça        | 13rd century                             | 41° 54′ 48″ N, 1° 40′ 52″ E / 41.913339°N,1.681046°E 499 msnm |                                            | Plaça de la Fira (Cardona)       | Modifica les dades a Wikidata |
|        | plaça del Mercat       | Cardona  | plaça        | Estil: arquitectura popular 17th century | 41° 54′ 50″ N, 1° 40′ 52″ E / 41.9139°N,1.68104°E 506 msnm    | bé integrant del patrimoni cultural català | Plaça del Mercat (Cardona)       | Modifica les dades a Wikidata |

## polígon industrial
| imatge | Nom                            | Ubicat a | instància de       | Detalls | coordenades                                                         | Protecció | Commons (més fotos) | Dades a WD                    |
| ------ | ------------------------------ | -------- | ------------------ | ------- | ------------------------------------------------------------------- | --------- | ------------------- | ----------------------------- |
|        | Polígon industrial El Paperer  | Cardona  | polígon industrial |         | 41° 55′ 11″ N, 1° 40′ 30″ E / 41.9196779792933°N,1.67505196080889°E |           |                     | Modifica les dades a Wikidata |
|        | Polígon industrial La Cort     | Cardona  | polígon industrial |         | 41° 53′ 59″ N, 1° 42′ 25″ E / 41.8997223685705°N,1.70690528778918°E |           |                     | Modifica les dades a Wikidata |
|        | Polígon industrial La Plantada | Cardona  | polígon industrial |         | 41° 55′ 06″ N, 1° 41′ 38″ E / 41.918417448686°N,1.69395035318451°E  |           |                     | Modifica les dades a Wikidata |
|        | Polígon industrial Miner       | Cardona  | polígon industrial |         | 41° 54′ 42″ N, 1° 41′ 26″ E / 41.9116873199929°N,1.69059084004287°E |           |                     | Modifica les dades a Wikidata |

## pont
| imatge | Nom                     | Ubicat a      | instància de            | Detalls                                                                         | coordenades                                                         | Protecció                                  | Commons (més fotos)          | Dades a WD                    |
| ------ | ----------------------- | ------------- | ----------------------- | ------------------------------------------------------------------------------- | ------------------------------------------------------------------- | ------------------------------------------ | ---------------------------- | ----------------------------- |
|        | Pont de Malagarriga     | Pinós Cardona | pont                    | Estil: arquitectura popular 20th century Travessa: Cardener                     | 41° 53′ 31″ N, 1° 42′ 56″ E / 41.892056°N,1.715597°E 371 msnm       | bé integrant del patrimoni cultural català | Pont de Malagarriga          | Modifica les dades a Wikidata |
|        | Pont de Sant Joan       | Cardona       | pont                    | 15th century Travessa: Cardener                                                 | 41° 55′ 13″ N, 1° 40′ 58″ E / 41.920301°N,1.682871°E 409 msnm       | bé integrant del patrimoni cultural català | Pont de Sant Joan de Cardona | Modifica les dades a Wikidata |
|        | Pont de Sant Salvador   | Cardona       | pont                    | Estil: arquitectura popular 17th century Travessa: Aigua d'Ora                  | 41° 56′ 03″ N, 1° 40′ 05″ E / 41.934126°N,1.667984°E 432 msnm       | bé integrant del patrimoni cultural català | Pont de Sant Salvador        | Modifica les dades a Wikidata |
|        | Pont de Santa Bàrbara   | Cardona       | pont                    |                                                                                 | 41° 54′ 37″ N, 1° 41′ 31″ E / 41.9102963680093°N,1.69182501754316°E |                                            |                              | Modifica les dades a Wikidata |
|        | Pont de la Coromina     | Cardona       | pont                    | Estil: arquitectura popular Travessa: Cardener                                  | 41° 54′ 38″ N, 1° 41′ 26″ E / 41.910505°N,1.690492°E 393 msnm       | bé integrant del patrimoni cultural català | Pont de la Coromina          | Modifica les dades a Wikidata |
|        | Pont de la Lleura       | Cardona       | pont                    | Estil: arquitectura popular Travessa: torrent de Malamata                       | 41° 55′ 28″ N, 1° 40′ 28″ E / 41.924389°N,1.67454°E 422 msnm        | bé integrant del patrimoni cultural català | Pont de la Lleura            | Modifica les dades a Wikidata |
|        | Pont del Diable         | Cardona       | pont pont d'estil gòtic | Estil: arquitectura gòtica 15th century Travessa: Cardener Anomenat per: dimoni | 41° 55′ 11″ N, 1° 41′ 05″ E / 41.919722°N,1.684722°E 412 msnm       | bé cultural d'interès nacional             | Pont del Diable (Cardona)    | Modifica les dades a Wikidata |
|        | Viaducte de la Carosa   | Cardona       | pont                    |                                                                                 | 41° 55′ 03″ N, 1° 41′ 53″ E / 41.9175278161193°N,1.69809261346839°E |                                            |                              | Modifica les dades a Wikidata |
|        | Viaducte de la Plantada | Cardona       | pont                    |                                                                                 | 41° 55′ 08″ N, 1° 41′ 46″ E / 41.9188746038917°N,1.69613578235856°E |                                            |                              | Modifica les dades a Wikidata |

## porta de ciutat
| imatge | Nom                    | Ubicat a | instància de    | Detalls                         | coordenades                                          | Protecció                                            | Commons (més fotos)           | Dades a WD                    |
| ------ | ---------------------- | -------- | --------------- | ------------------------------- | ---------------------------------------------------- | ---------------------------------------------------- | ----------------------------- | ----------------------------- |
|        | Portal de Barcelona    | Cardona  | porta de ciutat |                                 | 41° 54′ 53″ N, 1° 41′ 00″ E / 41.91471°N,1.683246°E  |                                                      | Portal de Barcelona (Cardona) | Modifica les dades a Wikidata |
|        | Portal de Fluges       | Cardona  | porta de ciutat |                                 |                                                      |                                                      |                               | Modifica les dades a Wikidata |
|        | Portal de Fontcalda    | Cardona  | porta de ciutat |                                 |                                                      |                                                      |                               | Modifica les dades a Wikidata |
|        | Portal de Graells      | Cardona  | porta de ciutat | Estil: arquitectura gòtica 1420 | 41° 54′ 56″ N, 1° 40′ 57″ E / 41.915645°N,1.682485°E | bé cultural d'interès nacional bé d'interès cultural | Portal de Graells             | Modifica les dades a Wikidata |
|        | Portal de Sant Miquel  | Cardona  | porta de ciutat |                                 | 41° 54′ 49″ N, 1° 40′ 37″ E / 41.913493°N,1.677078°E |                                                      |                               | Modifica les dades a Wikidata |
|        | Portalet de la Fira    | Cardona  | porta de ciutat |                                 |                                                      |                                                      |                               | Modifica les dades a Wikidata |
|        | Portalet de la Pomalla | Cardona  | porta de ciutat |                                 |                                                      |                                                      |                               | Modifica les dades a Wikidata |
|        | Portalet del Vall      | Cardona  | porta de ciutat |                                 |                                                      |                                                      |                               | Modifica les dades a Wikidata |

## serra
| imatge | Nom                 | Ubicat a                           | instància de | Detalls | coordenades                                                       | Protecció | Commons (més fotos) | Dades a WD                    |
| ------ | ------------------- | ---------------------------------- | ------------ | ------- | ----------------------------------------------------------------- | --------- | ------------------- | ----------------------------- |
|        | Serra de Bàlius     | Cardona Clariana de Cardener Riner | serra        |         | 41° 53′ 34″ N, 1° 35′ 11″ E / 41.89265833°N,1.58646667°E 752 msnm |           |                     | Modifica les dades a Wikidata |
|        | Serra de Montner    | Clariana de Cardener Cardona       | serra        |         | 41° 56′ 24″ N, 1° 38′ 31″ E / 41.94008333°N,1.64198333°E 638 msnm |           |                     | Modifica les dades a Wikidata |
|        | Serra de Tresserres | Cardona                            | serra        |         | 41° 54′ 08″ N, 1° 41′ 25″ E / 41.9023°N,1.69031°E 589 msnm        |           |                     | Modifica les dades a Wikidata |
|        | Serrat de Vilalta   | Cardona                            | serra        |         | 41° 52′ 46″ N, 1° 35′ 15″ E / 41.879374°N,1.58745°E 730 msnm      |           |                     | Modifica les dades a Wikidata |
|        | Serrat del Porquer  | Cardona                            | serra        |         | 41° 57′ 06″ N, 1° 40′ 05″ E / 41.9516°N,1.66803°E 562 msnm        |           |                     | Modifica les dades a Wikidata |

## torre de defensa
| imatge | Nom                 | Ubicat a | instància de     | Detalls                                  | coordenades                                                                       | Protecció                                            | Commons (més fotos) | Dades a WD                    |
| ------ | ------------------- | -------- | ---------------- | ---------------------------------------- | --------------------------------------------------------------------------------- | ---------------------------------------------------- | ------------------- | ----------------------------- |
|        | Torre de Meer       | Cardona  | torre de defensa | Estil: arquitectura popular 19th century | 41° 54′ 37″ N, 1° 40′ 26″ E / 41.910278°N,1.673889°E ca:Barri Tresserres 574 msnm | bé d'interès cultural bé cultural d'interès nacional | Torre de Meer       | Modifica les dades a Wikidata |
|        | Torre de la Minyona | Cardona  | torre de defensa | 11st century Alt: 13m                    | 41° 54′ 51″ N, 1° 41′ 06″ E / 41.9142532374082°N,1.68499161308728°E 573 msnm      |                                                      | Torre de la Minyona | Modifica les dades a Wikidata |

## vèrtex geodèsic
| imatge | Nom      | Ubicat a | instància de    | Detalls   | coordenades                                                       | Protecció | Commons (més fotos) | Dades a WD                    |
| ------ | -------- | -------- | --------------- | --------- | ----------------------------------------------------------------- | --------- | ------------------- | ----------------------------- |
|        | Bergús   | Cardona  | vèrtex geodèsic | Alt: 1.2m | 41° 53′ 25″ N, 1° 37′ 23″ E / 41.890242°N,1.623167°E 714.51 msnm  |           |                     | Modifica les dades a Wikidata |
|        | El Remey | Cardona  | vèrtex geodèsic | Alt: 1.2m | 41° 56′ 15″ N, 1° 41′ 13″ E / 41.937549°N,1.687046°E 676.625 msnm |           |                     | Modifica les dades a Wikidata |

## Misc
| imatge | Nom                          | Ubicat a | instància de                                                          | Detalls                                                                                        | coordenades                                                                                  | Protecció                                            | Commons (més fotos)        | Dades a WD                    |
| ------ | ---------------------------- | -------- | --------------------------------------------------------------------- | ---------------------------------------------------------------------------------------------- | -------------------------------------------------------------------------------------------- | ---------------------------------------------------- | -------------------------- | ----------------------------- |
|        | Castell de Cardona           | Cardona  | castell Ús: Parador de Turisme                                        | Estil: art romànic arquitectura gòtica 880s                                                    | 41° 54′ 52″ N, 1° 41′ 08″ E / 41.914444°N,1.685556°E ca:Casa d'en Biel 573 msnm              | bé d'interès cultural bé cultural d'interès nacional | Castell de Cardona         | Modifica les dades a Wikidata |
|        | Ducat de Cardona             | Cardona  | ducat jurisdiccional                                                  |                                                                                                |                                                                                              |                                                      |                            | Modifica les dades a Wikidata |
|        | El Paperer                   | Cardona  | colònia tèxtil                                                        |                                                                                                | 41° 55′ 10″ N, 1° 40′ 29″ E / 41.919435°N,1.674696°E 410 msnm                                | bé cultural d'interès local                          |                            | Modifica les dades a Wikidata |
|        | La Colònia Manuela           | Cardona  | colònia industrial                                                    | 1926                                                                                           |                                                                                              |                                                      |                            | Modifica les dades a Wikidata |
|        | Menhir de la Roqueta         | Coma     | menhir                                                                |                                                                                                | 41° 54′ 30″ N, 1° 37′ 45″ E / 41.9082947246581°N,1.62910885669882°E 539 msnm                 |                                                      |                            | Modifica les dades a Wikidata |
|        | Muntanya de sal de Cardona   | Cardona  | espai d'interès natural àrea protegida Pla d'Espais d'Interès Natural | 1992 1902 Superfície: 140.24405ha                                                              | 41° 54′ 21″ N, 1° 40′ 44″ E / 41.905869°N,1.679014°E                                         |                                                      | Muntanya de sal de Cardona | Modifica les dades a Wikidata |
|        | Muralla de Cardona           | Cardona  | muralla                                                               | Estil: arquitectura popular                                                                    | 41° 54′ 56″ N, 1° 40′ 57″ E / 41.9156°N,1.68248°E                                            | bé d'interès cultural bé cultural d'interès nacional | Muralla de Cardona         | Modifica les dades a Wikidata |
|        | Porxada d'en Soler           | Cardona  | porxe                                                                 | Estil: arquitectura gòtica arquitectura popular 13rd century                                   | 41° 54′ 51″ N, 1° 40′ 58″ E / 41.914089°N,1.682831°E ca:Pl. de Santa Eulàlia 495 msnm        |                                                      | Porxada d'en Soler         | Modifica les dades a Wikidata |
|        | Túnel de Cardona             | Cardona  | túnel                                                                 |                                                                                                | 41° 55′ 05″ N, 1° 41′ 50″ E / 41.9181124010194°N,1.69722454540121°E                          |                                                      |                            | Modifica les dades a Wikidata |
|        | barraca de Menescaus         | Bergús   | cabana                                                                | Estat: enderrocat o destruït                                                                   | 41° 52′ 52″ N, 1° 35′ 00″ E / 41.8812059660552°N,1.58334840807428°E 703 msnm                 |                                                      |                            | Modifica les dades a Wikidata |
|        | casa consistorial de Cardona | Cardona  | casa consistorial                                                     |                                                                                                | 41° 54′ 47″ N, 1° 40′ 51″ E / 41.9130185°N,1.6807627°E                                       |                                                      | Ajuntament de Cardona      | Modifica les dades a Wikidata |
|        | cementiri de Cardona         | Cardona  | cementiri                                                             |                                                                                                | 41° 55′ 03″ N, 1° 41′ 16″ E / 41.9175809979125°N,1.68773299473841°E                          |                                                      |                            | Modifica les dades a Wikidata |
|        | font de la Caixa             | Bergús   | font                                                                  |                                                                                                | 41° 52′ 42″ N, 1° 37′ 49″ E / 41.8782529929191°N,1.63020916961415°E 582 msnm                 |                                                      |                            | Modifica les dades a Wikidata |
|        | pi del Rèvol                 | Cardona  | arbre singular                                                        | Taxon: pinassa (Pinus nigra subsp. salzmannii) Estat: mort Ample: 7m Alt: 35m Perímetre: 2.02m | 41° 55′ 06″ N, 1° 37′ 41″ E / 41.91847°N,1.62801°E ca:obaga del Rèvol, Palà de Coma 511 msnm | arbre monumental                                     | Pi del Rèvol               | Modifica les dades a Wikidata |